# 三条信用金庫
三条信用金庫（さんじょうしんようきんこ、英語：Sanjo Shinkin Bank）は、新潟県三条市に本店を置く県内最大の信用金庫である。三条市内のほか、県内の新潟市から見附市にかけて店舗を展開している。略称は「さんしん」。

## 歴史・概要

### 設立・改組
「三條成産信用組合」が、1899年（明治32年）12月25日に三條町（現・三条市）の福昌寺で設立総会を開き、1900年（明治33年）1月1日に申し合
わせ組合として北越商業銀行の一室を間借りして開業したのが始まりである。
「産業組合法」が開業直後の1900年（明治33年）3月7日に公布され、同年9月1日に施行されたことから、施行当日に同法に基づく法人設立の認可を申請した。
1901年（明治34年）2月21日に新潟県の許可を取得し、同年3月5日に「有限責任三条成産信用組合」として設立登記を行い、翌日から営業を開始した。
その後、1937年（昭和12年）5月15日に「保証責任三條信用組合」に改組した。
1941年（昭和16年）に新潟県からの指導で近隣の森町村、鹿峠村、長沢村、大面村、福島村での営業を分離し、三条市内に営業区域を特化。
1944年（昭和19年）8月7日に大蔵大臣から「市街地信用組合」の認可を取得して、同年9月1日に「市街地信用組合法」に基づく「三條信用組合」に改組した。

### 戦後の再建と改組

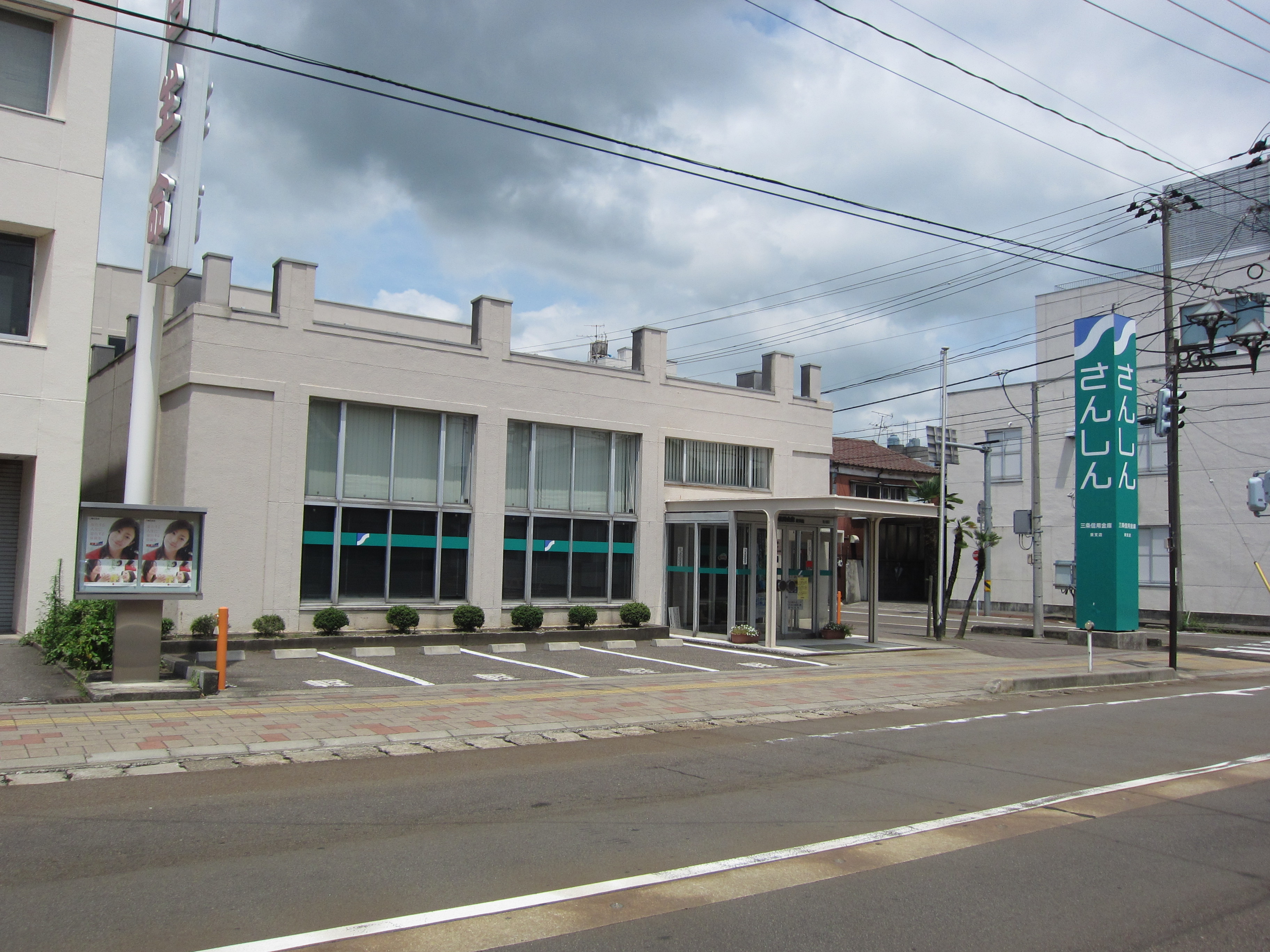
東支店

第2次世界大戦後の1946年（昭和21年）2月17日には「金融緊急措置令」に基いて預貯金の封鎖を実施し、同年8月11日時点で「金融機関経理応急措置法」などに基いて「三條信用組合」も新・旧勘定に分離を行った。
この新旧勘定の分離により、通常の事業活動は新勘定で継続され、戦時中の国債消化に協力したことなどに伴う損失の処理などは旧勘定で行われる形で再建が進められ、1948年（昭和23年）4月1日まで新・旧勘定の統合で再建が完了した。
1949年（昭和24年）4月1日に「中小企業等協同組合法」が成立したことに伴い、同年12月31日までで「市街地信用組合法」が廃止となったため、1950年（昭和25年）3月20日の臨時総代会で変更を決議して、同年4月1日に「中小企業等協同組合法」に基づく信用組合に改組する設立登記を行った。
しかし、「中小企業等協同組合法」が金融機関には不適切との指摘があったことから、1951年（昭和26年）6月1日に「信用金庫法」が施行されたため、同年9月16日の臨時総代会で変更を決議して、同年10月20日に「信用金庫法」に基づく「三條信用金庫」に改組する設立登記を行った。
改組の過程で営業区域を一旦三条市内のみに絞り込んでいたが、1959年（昭和34年）9月30日に燕市に初の市外店舗として燕支店を開店したのを皮切りに、1965年（昭和40年）4月7日には新潟市に新潟支店を開店するなど三条市外へも店舗網を拡大した。

### 為替や代理店業務への取り組み
1949年（昭和24年）6月1日に「国民金融公庫」の代理業務を開始したのを皮切りに、1954年（昭和29年）4月1日には「中小企業金融公庫」の代理業務も始めるなど、政府系金融機関の代理業務にも参入した。
1952年（昭和27年）7月1日に全国信用金庫連合会の振替口預金制度を加盟して事実上の内国為替業務に参入し、1954年（昭和29年）4月30日に内国為替取引の認可を取得し、同年5月10日には正式に内国為替業務を開始した。
また、日本銀行とは、当座取引が1968年（昭和43年）12月13日付で承認されて同月16日に開始し、歲入代理店の業務が1969年（昭和44年）11月6日付で承認されて同月24日に開始するなど、直接取引を行えるようになった。
さらに、洋食器製造業などの地場産業の中小企業も輸出などに取り組んでいたことから、1987年（昭和62年）11月に「外国為替準備室」を開設して準備を進め、1990年（平成2年）9月 21日に「外国為替公認銀行」の認可を取得し、同年10月1日に外国為替業務を開始した。

## 沿革
- 1899年（明治32年）12月25日 - 「三條成産信用組合」の設立総会[1]。
- 1900年（明治33年）1月1日 - 「三條成産信用組合」（申し合わせ組合）として営業を開始[1]。
- 1901年（明治34年）3月5日 - 「産業組合法」に基づく「有限責任三条成産信用組合」として設立登記[1]。
- 1937年（昭和12年）5月15日 - 「保証責任三條信用組合」に改組[1]。
- 1944年（昭和19年）9月1日 - 「市街地信用組合法」に基づく「三條信用組合」に改組[1]。
- 1946年（昭和21年）
  - 2月17日 - 「金融緊急措置令」に基き、預貯金を封鎖[1]。
  - 8月11日 - 「金融機関経理応急措置法」などに基き、新・旧勘定に分離[1]。
- 1948年（昭和23年）
  - 4月1日 - 新・旧勘定を統合し、債権処理を完了[1]。
- 1949年（昭和24年）6月1日 - 国民金融公庫の代理業務を開始[1]。
- 1950年（昭和25年）4月1日 - 「中小企業等協同組合法」に基づく信用組合に改組[1]。
- 1951年（昭和26年）10月20日 - 「信用金庫法」に基づく「三條信用金庫」に改組[1]。
- 1952年（昭和27年）7月1日 - 全国信用金庫連合会の振替口預金制度を加盟[1]。
- 1954年（昭和29年）
  - 4月1日 - 中小企業金融公庫の代理業務を開始[1]。
  - 5月10日 - 内国為替業務を開始[1]。
- 1959年（昭和34年）9月30日 - 初の市外店舗として燕市に燕支店を開店[1]。
- 1965年（昭和40年）4月7日 - 新潟市に新潟支店を開店[1]。
- 1968年（昭和43年）12月16日 - 日本銀行との当座取引を開始[1]。
- 1969年（昭和44年）11月24日 - 日本銀行歲入代理店の業務を開始[1]。
- 1982年（昭和57年）1月23日 - 為替オンラインを稼動[1]。
- 1983年（昭和58年）10月11日 - 本店を移転[1]。三条信用金庫に改称。
- 1990年（平成2年）10月1日 - 外国為替業務を開始[1]。
- 2019年（令和元年）
  - 5月30日 - クラウドファンディングを手掛けるマクアケと業務提携[4]。
  - 11月15日 - 国際連合持続可能な開発目標（SDGs）への取り組みを宣言[5]。
- 2022年（令和4年）4月 - 磁気の影響を受けにくい新しい通帳（Hi-Co通帳）を取扱開始した(Hi-Co通帳に対応していない信用金庫ATMではHi-Co通帳は使えない。) [6]。